# Pedro de Moctezuma
Pedro (de) Moctezuma Tlacahuepan Yohualicahuaca fue un hijo del emperador azteca Moctezuma II y de María Miyahuaxochtzin, hija de Ixtlilcuecahuacatzin, gobernante de Tollan.
Los condes y más tarde duques de Moctezuma o de Moctezuma de Tultengo son descendientes de Moctezuma II a través de Pedro y su hijo Diego Luis de Moctezuma (Ihuitemotzin), quienes viajaron a España.
El hijo de Diego Luis, nieto de Pedro, Pedro Tesifón de Moctezuma de la Cueva fue elevado a vizconde de Ilucán el 24 de febrero de 1627 y a conde de Moctezuma el 13 de noviembre de 1627 por el rey Felipe IV de España.